# Concertul European
Concertul European (rusă Система Европейского концерта, Sistema Evropejskogo koncerta), cunoscut și cu numele Sistemul Congresului după Congresul de la Viena a fost balanța puterii care a existat în Europa de la sfârșitul Războaielor Napoleoniene (1815) până la izbucnirea Primului Război Mondial (1914), cu toate modificările majore făcute după Revoluția din 1848. Puterile fondatoare au fost Austria, Prusia, Imperiul Rus și Marea Britanie, membrii Alianței Cvadruple care erau responsabili pentru prăbușirea Primului Imperiu Francez. Ulterior Franța a devenit al cincilea membru al concertului. La început personalitățile principale sistemului au fost secretarul britanic de externe Lord Castlereagh, cancelarul austriac Klemens von Metternich și țarul rus Alexandru I. Charles Maurice de Talleyrand-Périgord din partea Franței era responsabil pentru readucerea rapidă a țării sale în rândul marilor puteri în diplomația internațională.
Perioada Concertului este uneori cunoscută ca Perioada Metternich datorită conservatorismului cancelarului austriac și a dominației Austriei în cadrul Confederației Germane sau ca Restaurația Europeană, datorită eforturile de reacționare a Congresului de la Viena de a restaura Europa la starea dinaintea Revoluției Franceze. Apariția naționalismului, unificarea Germaniei și a Italiei și Chestiunea Orientală erau factori care au pus capăt eficacității Concertului. Printre întâlnirile Marilor Puteri din acea perioadă au fost: Congresul de la Aachen (1818), Carlsbad (1819), Troppau (1820), Laibach (1821), Verona (1822), Conferința de la Londra (1832) și Congresul de la Berlin (1878).
Concertul European nu avea reguli scrise sau instituții permanente dar în timpul unei crize oricare membru putea cerea desfășurarea unui congres.

## Vezi și
- Mare Putere
- Balanță a puterii